# Óscar Quiñones
Óscar Edgardo Quiñones Sifuentes (Ancash, Perú, 3 de julio de 1919 - Lima, Perú, 30 de septiembre de 1987) fue un pintor, muralista y escultor vanguardista peruano.

## Infancia y juventud
Hijo de Zenaida Sifuentes Bernuy y Obdulio Quiñones de León Marreros, nació en Ancash por ser sietemesino, vivió desde su primer mes de vida en Lambayeque, posteriormente la familia se trasladó a Lima, donde cursó sus estudios en el Colegio Nuestra Señora de Guadalupe al igual que su primo José Abelardo Quiñones, héroe de la aviación peruana. 
Desde muy niño sintió inclinaciones artísticas, lo que no era bien visto en aquella época entre las familias de la oligarquía limeña. Su infancia transcurre estudiando idiomas, prac    ticando natación y rodeado de sus amigos Chabuca Granda, Pablo de Madalengoitia, Walter y Kiko Ledgard amistades conservadas desde entonces hasta el fallecimiento de los artistas.
En su juventud sus ideales políticos lo llevaron junto con Armando Villanueva del Campo, Alberto Franco Valera (padre de Rodrigo Franco Montes y padrino de su hija) y otros jóvenes llenos de espíritu idealista a formar parte del círculo de seguidores incondicionales de Don Victor Raúl Haya de la Torre, fundador del Partido Aprista Peruano (APRA). Se embarcó a recorrer el mundo como actor e hizo apariciones en películas como "La Lunareja", "El gran amor de Becquer" entre otras y experimentó en obras de teatro.

## Principales maestros
A principios de los 50 se refugió en Argentina donde conoció a su primer maestro: Benito Quinquela Martin, posteriormente se convierte en discípulo de Antonio Berni y Enea Spilimbergo. Obtiene el Gran Premio a Pintores Extranjeros en 1954 otorgado por la Escuela Nacional de Bellas Artes de Buenos Aires
Incansable, decide viajar a 3 destinos y conocer personalmente a tres colegas a quienes admiraba profundamente: Pablo Picasso, Henry Moore y Diego Rivera quien lo introdujo en la muralística convirtiéndolo en discípulo. En tierra mexicana hace amistad con otro emblema del arte mexicano: David Alfaro Siqueiros. Impactado por la hospitalidad, humildad y por consejo de estos grandes, se dedica de lleno a las artes plásticas y egresa del Instituto de Artes Gráficas Guttemberg de la Ciudad de Buenos Aires.
En 1960 le es otorgado el Premio de la Asociación de Críticos de Arte de la República Argentina por su Obra "Cristo de la Chimenea".

## Exposiciones y comentarios de su obra

Participó en las Bienales de Venecia y Sao Paulo. Realizó más de 100 exposiciones individuales en Brasil, Argentina, Uruguay, Chile, Ecuador, México, Finlandia, Estados Unidos, Japón, Perú, Ecuador donde conoce y hace amistad con Oswaldo Guayasamín y en los países árabes invitado por Abel Nasser, antecesor de Yasser Arafat. Realizó murales en varias esquinas y paredes de los edificios más importantes. El paso del tiempo ha permitido que aún hoy solo se puedan apreciar "Día y Noche para César Vallejo" sobre la Avenida Corrientes y "Cielo Ande" en la ciudad de Necochea.

“Quiñones es un pintor insólito, de pronto es furia, de pronto es ternura”.
Jorge Luis Borges

Quiñones empieza a decirnos lo suyo con un lenguaje ya propio e inconfundible y es tanta la intensidad de su lira interior y tanta su capacidad emocional de comunicación, que le han bastado para consagrarse ya como una  de las expresiones de mayor respresentatividad en la pintura americana actual, sobre la base de ese estilo tan peculiar e irrenunciable que toma de Cezanne la honradez de su pureza óptica de los “fauves” la vibrante irracionalidad del color como función expresiva, y de esa América sufrida que él conoce, los motivos para su inagotable inspiración.
Manuel Mujica Lainez

“Quiñones: amigo, gran pintor expresionista actual, de identidad peruana, sudamericana, mejor dicho americana”.
André Malraux

La vida artística le permite hacer amigos como Vinícius de Moraes, Caribé, Humberto Vílchez Vera, Marina Núñez del Prado, Francisco Petrone, Fernando Lamas, Jorge Luis Borges, Manuel Scorza, Manuel Mujica Lainez, Mario Castro Arenas, José Morón Vizcarra, colegas como Rufino Tamayo, Víctor Humareda frecuente visitante en su domicilio de Av. Larco los viernes a las 6 p. m., Lautaro Murúa, Niní Marshall, Raúl Soldi, Santiago Antúnez de Mayolo, André Malraux a quien conoció por intermedio del maestro Picasso y con quien mantuvo comunicación epistolar hasta la muerte de Malraux, así como personajes del ambiente artístico, político e intelectual.

## Murales en la Universidad Nacional Mayor de San Marcos
Regresa al Perú con su esposa la concertista argentina Nilda Urquiza, contratado por el Dr. Luis Alberto Sánchez invitado para pintar los frisos de la Ciudad Universitaria de la Universidad Nacional Mayor de San Marcos en Lima, la primera traída por los españoles a América, obra de mayor envergadura afrontada por un pintor en el Perú, pues el friso de la Facultad de Derecho tiene una superficie récord en el país: 500 m². Posteriormente se vuelve a radicar en dicha ciudad. Erige el "Monumento a la Madre" en la ciudad de Chincha en el Departamento de Ica en homenaje a su primogénito Pablo Martín, fallecido a los pocos días de su nacimiento. 

"Oscar Quiñones se trasladó a la Argentina en donde completó sus estudios y realizó una notable labor logrando importantes premios en los que se destaca el Gran Premio a Pintores Extranjeros que obtuviera en el Salón Nacional en Buenos Aires en 1954, fuimos excelentes amigos lo que no es común entre los pincelarios y lo que yo admiré en él más allá de sus relevantes condiciones de artista plástico, que eran encomiables, fue su personalidad humana, enérgica, viril, entusiasta, vital y pródiga de una generosa y vibrante cordialidad”. Juan Manuel Ugarte Eléspuru

## Ameriformas
Al último período de su obra lo llamó Ameriformas: técnica vanguardista al óleo que lograba semejanza a los antiguos mantos tejidos de la cultura precolombina Paracas y a los Petroglifos encontrados en distintas cuevas. 

## Artes gráficas
Abre una empresa Editora: ARTEGRAF y publica el libro Dioses y Enfermedades: la medicina en el antiguo Perú del Neurocirujano Dr. Fernando Cabieses y en 1984 obtiene el Premio Bienal "Hípólito Unánue" a la Mejor Edición Científica Hecha en el Perú. 
En esta obra se pueden apreciar fotografías tomadas por su entrañable amigo el célebre fotógrafo peruano Víctor Martín Chambi.
Falleció en 1987 en la ciudad de Lima. 

## Homenajes
En 1988 La Escuela Nacional de Bellas Artes y Juan Manuel Ugarte Eléspuru realizan una retrospectiva en el Palacio de Osambela. 
En 1989, la Asociación de Pintores del Parque Kennedy de Miraflores, le realizan un emotivo homenaje.
En 1990 otra exposición retrospectiva de su obra es realizada por el Banco Continental y el Instituto Nacional de Cultura del Perú. 
El 4 de noviembre de 1992, la Sra. Nytha Pérez de García y el APRA inauguran en su homenaje la Galería de Arte "Oscar Quiñones" en el sector Miraflores del Partido Aprista Peruano. 
El maestro siempre decía: "Cuando muera, quiero quedar colgado de las paredes de mis amigos".

## Poesía
PADRE NUESTRO
Padre Nuestro que estas en mis grises,
Santificados sean tus verdes,
Hágase tu voluntad en los negros así como en los amarillos,
y perdona nuestros rojos,
así como nosotros te perdonamos todos tus blancos,
Hágase tu voluntad en la tierra  como en el cielo, 
No me dejes caer en las virtudes,
Líbrame de todo mal

## Obras de arte

El Palmar (1980) óleo sobre lienzo
Payaso (1978) óleo sobre lienzo
Las peregrinas (1960) óleo sobre lienzo
Manto Paracas (1987) óleo sobre lienzo
Escultura Azul (1977)
Chan Chan Inolvidable (1974)
Monumento a la Madre (1970) Bronce
Poesía (1984) óleo sobre lienzo
Viento (1987) óleo sobre lienzo
Cristo de la Chimenea (1960) óleo sobre lienzo